# Sorafenib
Sorafeníb (pod zaščitenim imenom Nexavar) je antineoplastično zdravilo iz skupine malih molekul, ki deluje kot multikinazni zaviralec in se uporablja za zdravljenje napredovalega raka ledvičnih celic, jetrnoceličnega raka in raka ščitnice.

## Mehanizem delovanja
Sorafenib je zaviralec proteinskih kinaz z delovanjem na številne proteinske kinaze, vključno z VEGFR, PDGFR in kinazami RAF.  Z ozirom na kinaze RAF je bolj specifičen za c-RAF v primerjavi z B-RAF. Vpleta se v patološke signalne poti tumorskih celic na več ravneh, in sicer deluje na uničenje rakave celice neposredno preko zavore celične rasti in razmnoževanja kot tudi posredno z zavoro
angiogeneze.

## Medicinska uporaba
Sorafenib ima dovoljenje za promet za zdravljenje več vrst rakov:
- jetrnocelični rak;
- napredovali rak ledvičnih celic pri bolnikih, pri katerih je bilo predhodno zdravljenje z interferonom alfa ali interlevkinom 2 neuspešno ali pa tako zdravljenje za njih ni primerno;
- progresivni, lokalno napredovali ali razsuti, diferencirani (papilarni/folikularni/Hürthlejev) rakščitnice, ki je odporen proti zdravljenju z radiokativnim jodom.

## Neželeni učinki
Sorafenib povzroča med drugim zvišan krvni tlak, izpadanje las, krvavitve, izpuščaj, palmo-plantarni eritem (rdečina dlani in podplatov), hipofosfatemijo, drisko, slabost in bruhanje, mielosupresijo (zaviranje delovanja kostnega mozga), slabše celjenje ran ...